# Blackebergs sjukhus

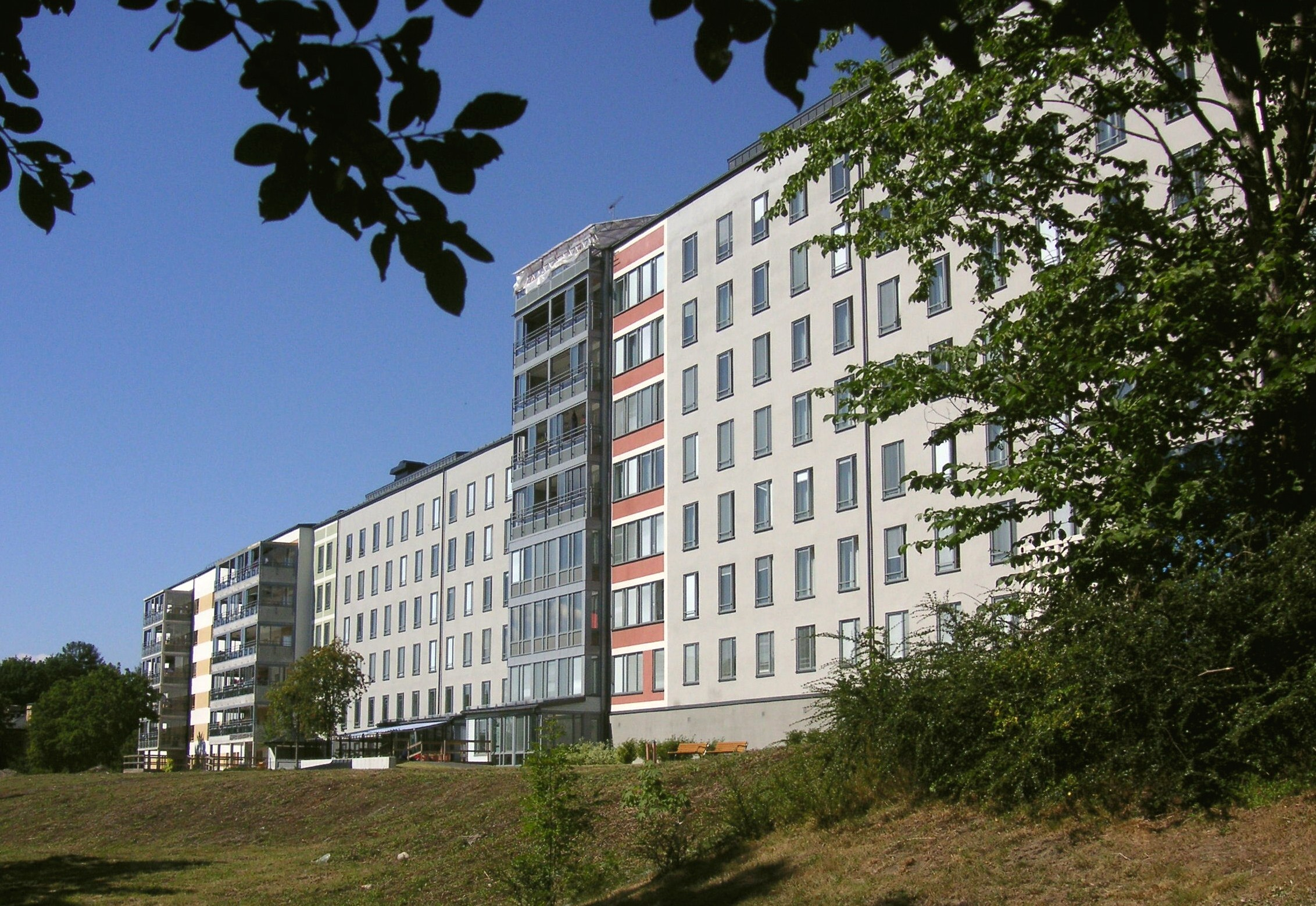
Äldreboendet vid Blackebergs sjukhus,fasad mot Mälaren, 2007.

Blackebergs sjukhus är en vårdbyggnad med adress Blackebergsbacken, i stadsdelen Blackeberg i Västerort, Stockholms kommun. Byggnaden har även haft namnen Västra sjukhuset och Blackebergs sjukhem.  Byggnaden är beläget med utsikt över Mälaren och Lovön. 
På 1920-talet köpte Frimurarorden marken i Blackeberg, som ägdes av ”snus-kungen” Knut Ljunglöf, och byggde Frimurarebarnhuset. Det invigdes 1930. Efter drygt tio års verksamhet lades Frimurarbarnhuset ned. År 1946 såldes anläggningen till Stockholms stad. Frimurarebarnhuset byggdes om för sjukvård och år 1949 öppnades ett hem för kroniskt sjuka. 
Intill uppfördes en sjukhusbyggnad som fick namnet Blackebergs sjukhus. Arkitekt var Hermann Imhäuser som tidigare även ritat Södersjukhuset. Den stora byggnaden, som byggdes i etapper under åren 1956 till 1972, användes i första hand som långvårdssjukhus. Det ligger ungefär på den plats där Knut Ljunglöf hade sina ekonomi- och stallbyggnader. 
När den så kallade Ädelreformen genomfördes år 1992 blev stora delar av äldreomsorgen en kommunal angelägenhet, men landstinget hade fortsatt ansvar för äldresjukvården. Verksamheterna vid Blackebergs sjukhus fick därför olika huvudmän, Stockholms kommun respektive Stockholms läns landsting. 
År 1997 slogs verksamheten vid landstingets geriatriska klinik vid Blackebergs sjukhus i Blackeberg samman med Råcksta sjukhus, under namnet Västra sjukhuset. I januari 2002 knoppades den verksamheten av till det personalägda företaget Brommageriatriken, som våren 2003 flyttade till andra lokaler, vid det som tidigare var Beckomberga sjukhus. 
Det tidigare Frimurarebarnhuset inrymmer numera[när?] Västerorts Aktivitetscenter VAC. År 2006 bytte kommunala Blackebergs sjukhem namn till Mälarbackens vård- och omsorgsboende.
Stockholms läns landsting sålde sjukhusbyggnaderna i början av 2000-talet och bedriver idag[när?] ingen verksamhet vid det som tidigare kallades Blackebergs sjukhus.